# Moses Ehambe
Moses Ehambe (Arlington, Texas, Estats Units, 22 de maig de 1986) és un jugador professional de bàsquet estatunidenc amb passaport de la República del Congo que juga en la posició d'aler.

## Clubs
- Temporada 2004-2005: Oral Roberts University,  Estats Units (NCAA)
- Temporada 2005-2006: Oral Roberts University,  Estats Units (NCAA)
- Temporada 2006-2007: Oral Roberts University,  Estats Units (NCAA)
- Temporada 2007-2008: Oral Roberts University,  Estats Units (NCAA)
- Temporada 2008-2009: Tulsa 66ers,  Estats Units (D-league)
- Temporada 2009-2010: Tulsa 66ers,  Estats Units (D-league)
- Temporada 2010-2011: Ourense Bàsquet (LEB Or). Abandona l'equip al desembre.
- Temporada 2010-2011: Austin Toros,  Estats Units (D-League). Abandona l'equip al març.
- Temporada 2010-2011: Iowa Energy,  Estats Units (D-League)
- Temporada 2011-2012: Iowa Energy,  Estats Units (D-League)
- Temporada 2012-2013: Club Joventut de Badalona (ACB)

## Palmarès
- 2009-10. Tulsa 66ers (Estats Units). D-League. Subcampió
- 2010-11. Iowa Energy (Estats Units). D-League. Campió